# Лисине (Войнич)
45°15′ пн. ш. 15°40′ сх. д. / 45.25° пн. ш. 15.67° сх. д.
Лисине (хорв. Lisine) — населений пункт у Хорватії, у Карловацькій жупанії у складі громади Войнич.

## Населення
Населення за даними перепису 2011 року становило 11 осіб.
Динаміка чисельності населення поселення: